# Chaki Wardak (huyện)
Chaki Wardak là một huyện thuộc tỉnh Vardak, Afghanistan. Dân số thời điểm năm 1999 là 56,758 người.